# آی فوریهاتا
آی فوریهاتا (انگلیسی: Ai Furihata; ۱۹ فوریهٔ ۱۹۹۴ – ) صداپیشگی در ژاپن، و بازیگر اهل ژاپن بود. وی از سال ۲۰۱۴ میلادی تاکنون مشغول فعالیت بوده‌است.